# Apeira viridescens
Apeira viridescens là một loài bướm đêm trong họ Geometridae.